# 酢ずき
酢ずき（すずき）は、富山県の郷土料理。ずいき（芋茎）の酢漬けである。
サトイモの葉柄（茎と葉の間の部分）は「ずいき」と呼ばれる。ずいきにはヤツガシラやエビイモの茎である赤ずいき、ヤツガシラなどを軟白栽培した白ずいき、ハスイモの茎である青ずいきとがあるが、酢ずきに使われるものは赤ずいきが一般的である。赤ずいきを酢漬けにしたものが酢ずきであり、鮮やかな赤色に発色する。
ずいきの収穫時期である夏から秋にかけてよく作られ食されるが、保存食として常備菜としても利用される。お盆や秋祭りの際には鮮やかな色味が好まれて、よく料理の一品として提供される。